# Émile Blanchet
Pour les articles homonymes, voir Blanchet.
Émile Blanchet, né le 21 septembre 1886 au Havre alors dans le département de la Seine-Inférieure et mort dans la même ville le 1er avril 1967, est un évêque catholique français, évêque de Saint-Dié de 1940 à 1946 puis recteur de l'Institut catholique de Paris de 1946 à 1966.

## Biographie

### Formation
Fils de Louis Émile Blanchet, employé de commerce et de Marie Michel, Émile Blanchet commence sa scolarité chez les frères des écoles de Saint-Michel au Havre et la poursuit à l'institution Saint-Joseph dans la même ville entre 1898 et 1903. Il entre alors au séminaire de Rouen jusqu'en 1906 puis revient enseigner l'histoire à l'institution Saint-Joseph tout en préparant une licence de lettres. Des problèmes de santé interrompent son activité et il est envoyé dans un sanatorium à Davos en Suisse où il séjourne jusqu'en 1910. Pendant la Première Guerre mondiale, il est infirmier militaire à l'Institution Saint-Joseph transformé en hôpital militaire. Tout en enseignant, il reprend les études après la guerre et passe une licence de philosophie à Caen en 1922.

### Prêtre et Professeur
À son retour de Suisse en 1910, Émile Blanchet retrouve l'institution Saint-Joseph où il enseigne la philosophie. Il est ordonné prêtre le 29 juin 1911 par Frédéric Fuzet. Il est nommé directeur des études en 1922 puis supérieur de l'Institution en 1930.

### Évêque de Saint-Dié
Le 7 octobre 1940, il est nommé évêque de Saint-Dié et sacré au Havre dans l'église Notre-Dame le 30 novembre 1940. Les autorités allemandes d'occupation ne lui délivrent pas le laissez-passer nécessaire pour qu'il gagne Saint-Dié, ville d'évêché située dans une circonscription placée en « zone interdite » du département des Vosges à la limite de la zone occupée et de l'Allemagne. Blanchet obtient un sauf-conduit pour la zone libre, puis quittant Le Havre sans avertir personne, s'embarque à la gare de l'Est, passe la ligne de démarcation sans incident et réussit à rejoindre Épinal puis Saint-Dié le 24 janvier 1941. Il doit faire face à la pénurie de prêtres prisonniers en Allemagne ou requis par le service du travail obligatoire. Il adopte une attitude courageuse face à l'occupant en soutenant ses prêtres résistants. À Saint-Dié, il est aux côtés du maire et du sous-préfet pour tenter d'éviter l'incendie de la ville. Entre septembre et décembre 1944, il réconforte les habitants de la ville dévastée, par neuf allocutions.

### Recteur de l'Institut Catholique de Paris
Il est nommé recteur de l'institut catholique de Paris (ICP) le 26 juin 1946 et évêque titulaire de Lerus (de) le 10 octobre suivant. Pendant ses années de rectorat, l'ICP se développe : le nombre d'élèves et d'enseignants est multiplié par trois.
En 1956, il est élu membre de l'Académie des sciences, belles-lettres et arts de Rouen.
Il est élevé à la dignité d'archevêque avec le titre d'archevêque titulaire de Philippopolis-en-Thrace (de) le 10 mai 1960 et participe aux quatre sessions du concile Vatican II.
Il démissionne à la fin de l'année scolaire 1965-1966 et se retire à Paris puis au Havre où il décède le 1er avril 1967. Il est inhumé au cimetière Sainte-Marie de sa ville natale du Havre.

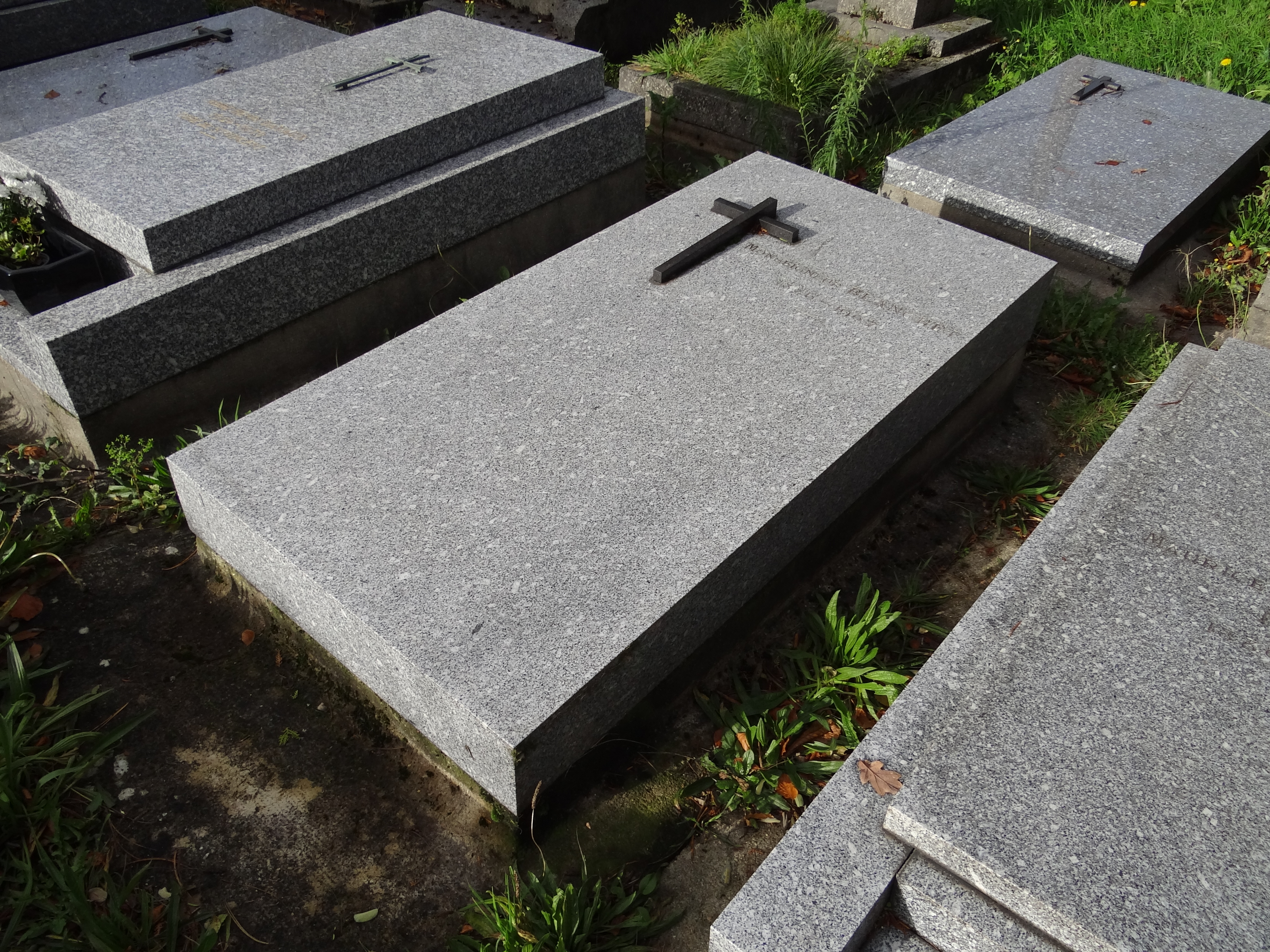
La tombe d'Émile Blanchet au cimetière Sainte-Marie du Havre (Seine-Maritime).

## Distinctions
- Officier de la Légion d'honneur (9 mai 1960)[1].
- Médaille de la Reconnaissance française.
- Commandeur de l'ordre de Léopold II.